# マイト・アンド・マジック
『マイト・アンド・マジック』（Might and Magic、略：M&M、マイトマ）は、アメリカのニュー・ワールド・コンピューティング社（後、3DO社に吸収）から発売されたコンピュータ・ロールプレイングゲームのシリーズ。主な開発者はジョン・カネガム（en:Jon Van Caneghem）。日本語版はスタークラフト（1-5）およびイマジニア（6-9）から発売された。
本編RPGシリーズ以外にも、『ヒーローズ・オブ・マイト・アンド・マジック』シリーズなどの派生作品が多数発売されている。
2003年8月連邦倒産法第11章を申請した3DO社から、ユービーアイソフトが130万ドルで『マイト・アンド・マジック』の版権を買い取った。その後はユービーアイソフトから「マイト・アンド・マジック」の名を冠した作品が発売されている。

## 概要
本シリーズは、さまざまなクラスのメンバーで構成されるパーティを操作し、一人称視点で表現された中世風のファンタジー世界を探検するコンピューターRPGである。
『マイト・アンド・マジック』以前の3DタイプのCRPGは、ダンジョンや街など限定されたエリアを冒険するものが多かったが、本シリーズはダンジョンや街だけでなく広大なフィールド全てを3Dで移動できて特徴的であった。
行動範囲の制約は少なく、自由に世界を探検することができる。一部の人物などからクエストを受けられることがあり、これを達成することで経験値を得たり、物語を進展させたりできる。クエストを達成する順番も、特に設定されていないことが多い。
クエストを達成という目標はあるものの戦闘重視の傾向があり、シリーズを通して敵モンスターの大集団との戦闘が頻繁に発生する。
特定の場所に行くとその日だけパーティ全員のレベルが10上がるなど、一時的ではあるが膨大なパワーアップが随所に用意されているのも特徴である。

### 世界観
ゲームは基本的にファンタジー風の世界観に沿っているが、シリーズの背景はSFとなっている。舞台は、Ancientsという強力な存在が星々を管理する宇宙で、それぞれの惑星あるいはコロニーはGuardianと呼ばれる存在が管理している。惑星やコロニーは一見したところ中世風の世界となっていて、パーティはその原住民（Natives）としてモンスターと戦いながらクエストを完遂していく。クエストには局所的で本筋と関わりのないものと、キャンペーンとして続いていくメインクエストがある。メインクエストを解決していくと最終的にはAncientsと関わりあっていくことが多い。
遭遇するモンスターは基本的に巨大ネズミやメデューサ、ドラゴン、ゾンビといったファンタジーの標準的なモンスターが多いが、終盤になるとロボットなどのSF風の敵も登場する。

## ゲームシステム
シリーズ『I』、『II』 は『ウィザードリィ』や『バーズテイル』とほぼ同様のインタフェースだった。通常の戦闘は、移動中にランダムで戦闘モードに切り替わるランダムエンカウント方式と、定位置で必ず敵が出現する固定エンカウント方式が混在していて、エリアに応じた敵が現れるようになっている。敵を全滅させれば、パーティの勝利となり経験値を得ることができるが、アイテムや金などは勝利後にその場で宝箱を探さなければ手に入らないという特有のシステムだった。また、遭遇する敵のレベルはパーティのレベルと連動しており、パーティのレベルを上げすぎると最強クラスの敵が続々と出現することになる。
『マイト・アンド・マジックIII』、『IV』、『V』では、敵がランダムエンカウントではなくAD&D『アイ・オブ・ザ・ビホルダー』シリーズのように、あらかじめマップ上にワンダリングモンスターとして存在する方式になっており、ターン制移動するようになった。このため、離れていても双方が長距離攻撃を行うことが可能で、敵と近接すると戦闘モードになる方式である。敵は有限で、倒すと屋内においては復活することはない。屋外の敵であってもその敵の巣を破壊すれば二度と出現しなくなる。
『マイト・アンド・マジックVI』以降は、『DOOM』型の滑らかにスクロールする3D画面になった。戦闘も3D空間内を移動する敵とリアルタイムに戦うシステムになったが、ターン・モードに切り替えて戦闘を行うこともできるようになっている。倒した敵はある程度の時間経過後に復活する。
シリーズを通して回復には宿屋を使わず（宿屋自体は存在するが、セーブポイントの扱いであり宿泊しても回復はしない）、食料を使用してその場で休息するシステムがとられている。食糧の購入方法はIは食料品店、それ以外は酒場での購入となっている。休息をすることで、『I』では1日が、それ以外では所定の時間が経過し、睡眠中に敵に襲われる可能性もある（その場合仲間の大半が寝た状態で始まり、非常に不利な戦いとなる）。
死や毒といった状態異常は休息では回復できず、逆に症状が悪化する。状態異常を回復するためには呪文を使うか、寺院に行く必要がある。死よりも更に深刻な根絶（Eradicated）状態があり、回復はできるものの能力値の低下や老化といったペナルティーが課される。『ウィザードリィ』におけるLOSTのようなキャラクターが永遠に失われる状態はない。
レベルアップによる能力値の変化がほとんど無いのも特徴で、ヒットポイントと攻撃回数（『VI』以降はスキルポイントも）だけが増加する。また、レベルアップには次のレベルに応じた資金が必要である。

### プレイヤーキャラクター

#### 種族
『I』〜『V』において種族は能力への影響以外に特に意味は与えられていない。また、『VI』ではパーティに入れるキャラクターに種族を設定することはできない。
ここではパーティーに入れることができる種族のみを紹介する。
人間（Human）
全作品に登場。標準的な能力を持つ。恐怖と眠りに耐性がある。
『VI』以降では心霊魔法と肉体魔法に耐性がある。
エルフ（Elf）
全作品に登場。知性と器用さが高いが、力と耐久力は低い。
『IX』では器用さが高く、体力は低い。恐怖に耐性がある。『VI』以降では精神魔法に耐性がある。
ドワーフ（Dwarf）
全作品に登場。耐久力と運（あるいは力）が高いが、知性（あるいは器用さ）とスピードが低い。
『IX』では体力が高く、魔力は低い。毒に耐性がある。『VI』以降では地の魔法と水の魔法に耐性がある。
ノーム（Gnome）
『I』〜『III』に登場。運が非常に高いが、スピードと正確さは低い。魔法に耐性がある。
ハーフオーク（Half-Orc）
『I』〜『III』、『IX』に登場。力と耐久力が高いが、知性・魅力・運が低い。
『IX』では力が高く、速さは低い。眠りに耐性がある。
ゴブリン（Goblin）
『VII』に登場。力とスピードが高いが、知性・魅力が低い。炎と風の魔法に耐性がある。
トロール（Troll）
『VIII』のみ。非常に高い体力を持つ種族。ヒットポイントも再生能力も高く全ての武器が扱える。防具は革製のものしか装備できないが耐久力は全クラス中もっとも高い。
ミノタウロス（Minoraur）
『VIII』のみ。力が強く武器は槍、鈍器、斧を操る種族。
ダークエルフ（Dark Elf）
『VIII』のみ。闇の道を選んだエルフ。弓と精霊魔法、闇以外のすべての魔法を覚えることができる万能なクラス。罠の解除と取引にも長けている。
ヴァンパイア（Vampire）
『VIII』のみ。体力を吸い取るなどのヴァンパイアの特殊能力のほか、短剣と個人魔法を操る。本来は日の光に弱いはずなのだが、パーティに入っている場合は日中でも行動に制限はない。
ドラゴン（Dragon）
『VIII』のみ。スタート時に選択できない、唯一のクラス。空を飛び炎を吐く生き物。巨大な爪、牙、ブレスなどで戦う。

#### 職業（クラス）
『I』〜『V』ではキャラクターメイキング時に選択したクラスは変更できない。『VI』〜『VIII』でも別系統のクラスにクラスチェンジできないが、上位クラスにランクアップできる。さらに『VII』では光の道・闇の道どちらを選んだかによってランクアップするクラスが異なる。
『VIII』では職業も種族として分けられていて、同じ人間であっても騎士と僧侶と魔法使いが別の種族として選択できるようになっている。
『IX』ではこれまでのシリーズとは異なって、最初はファイター（武の道）、イニシエイト（魔術の道）の二つクラスしか選択できないが、その後の選択によってより専門的なクラスにランクアップするようになっている。
以下はシステムが特殊な『VIII』〜『IX』を除いた代表的な職業。
騎士（Knight）
全シリーズに登場。あらゆる武器の達人。
戦士（Paladin）
全シリーズに登場。騎士には劣るがあらゆる武器の達人で、僧侶の魔法も使うことができる。
盗賊（Robber）
『VI』を除く全シリーズに登場。罠の解除のエキスパートだが、戦闘能力は低い。
射手（Archer）
全シリーズに登場。弓のエキスパートで魔法使いの魔法も使える。『I』・『II』では前衛からでも弓を撃つことができたが、前衛・後衛の区別が無くなった『VI』以降ではこのような特殊能力は無い。
僧侶（Cleric）
全シリーズに登場。主に治療の魔法を扱う。
魔法使い（Sorcerer）
全シリーズに登場。主に攻撃の魔法を扱う。
忍者（Ninja）
『II』〜『V』に登場。罠の解除が可能。盗賊よりもやや戦闘向き。
野蛮人（Barbarian）
『II』〜『V』に登場。最も体力が高い戦士だが、使える武器・防具が限られている。
ドルイド（Druid）
『III』〜『VII』に登場。僧侶と魔法使いの魔法が使える。『III』ではドルイドとレンジャーだけが使える魔法があった。
レンジャー（Ranger）
『III』〜『V』、『VII』に登場。武器もそこそこ扱える上に、ドルイドの魔法が使える。『III』ではドルイドとレンジャーだけが使える魔法があった。
『VII』では斧のエキスパート。

## 本編

### Might and Magic Book One:the Secret of the Inner Sanctum （1987年）
VARNと呼ばれる世界を舞台に、プレイヤーがモンスターと戦いながらクエストを解決してゆく。
極端な自由度の高さ、マップの広大さなど、世界観で遊ぶという方向性で熱烈なユーザを獲得したシリーズ第一作。Apple IIにおいて発売され、MS-DOS等にも移植された。
難易度は高く、最初は物語などの説明が一切無く開始され、所持金も含め開始直後は持ち物を棍棒以外持っていなくて、しかも目的も不明であるので初心者には不親切であった。レベルが低い間（集団攻撃魔法を唱えられるようになるまで）は非常に経験値が溜まりにくく、レベル2になるまでにも相当数の戦闘と宿屋での記録を必要としたので、日本では初期段階で投げ出す者も多かった。クエストが数多く用意されているが、クリアに関係あるものと無いものが無造作に混在しており、困難な謎解きを必要とするものもあるので、マッピングと細かい情報のメモが重要になる。
地上マップは20のエリアに区切られていて、5つの町と6つの城とダンジョンが点在している。ダンジョンと洞窟が別扱いになっていて、洞窟は地下一層のみだが、ダンジョンは最大地下3階構成になっている。
パーティは最大6人までで、職業は、騎士、戦士、射手、僧侶、魔法使い、盗賊の6つがある。戦士、射手、僧侶、魔法使いは魔法を使うことができる。魔法はレベル単位で区切られていて、1つの魔法レベルの中に5から8程度の呪文が入っていて、魔法レベルが1つ上がれば、そのレベルの中の魔法が全て使えるようになる。通常のキャラクターのレベルと、魔法レベルは別扱いになっており、通常のレベルが2つ上がるごとに、魔法レベルが1つ上がるようになっている。
また、この作品の時点で最終局面にSFの要素が取り入れられている。表題に「Book One」と付けられていたり、マップ中にもGates to Another Worldという2作目の世界CRONにつながる（2作目のサブタイトルでもある）門があったりすることからも、シリーズ化が前提であったことがうかがえる。
日本版は画面の位置が微妙に変更されて戦闘中にモンスターの絵が表示されるなど、グラフィックが強化されている。操作方法も数字キーを使った独自のものになっている。

#### 家庭用への移植
- ファミコン版（発売学習研究社、開発ジーアミューズメンツ）
  - 画面レイアウトとインターフェイスが家庭用に大幅に変更され、敵やアイテムの翻訳名も独自である。グラフィックも強化されており、モンスターの絵は全て書き直されている。
  - キャラクターを自分で作成する方式ではなく、宿屋で最初から待機しているデフォルトメンバーを加える方式になっている。ただ、ギルドという施設でキャラクターの名前や職業を完全に変えられるようになっている。
  - バランスが若干変化している。特に、レベルが低いうちは最初の町から出られないようになっているなどやや簡単に調整された部分が多い。しかし一方で、普通の森と密林の区別がつかなくなっていたり、パソコン版では自動的に発見されたイベント的な宝箱や袋などが探すコマンドを実行しなければ見つからなくなっていたりと、逆にゲームを難解にするような変更点もある。
  - 戦闘では、敵の最大数が16体から14体にやや減少するだけではなく、6体目より後ろの敵は攻撃してこなくなっている。行動順番は味方が必ず先になっている。
  - シナリオにも若干の変更点があるが、本シリーズと不整合になるほどの変更は無い。
- PCエンジン版（発売NECアベニュー）
  - 画面構成は国内パソコン版に似ているが、難易度が易しくなっている。
  - イベントは声が追加され、ゲーム開始時にはアニメーションが挿入されている。
  - キャラクターが名前の決まった6人で完全固定で、各自に設定も決められている。それにあわせて世界設定も変えられていて、シナリオ面では原作から完全に乖離している。
- 携帯電話版
  - すべてのキャリアに対応しているが、機種によっては非対応。

### Might and Magic II:Gates To Another World （1988年）
『I』の続編で、作品内では『I』のメインクエストを完遂したパーティーがVARNにあるGates to Another Worldを通ってCRONと呼ばれる世界にやってきたということになっている。
前作のキャラクターデータを引き継げて、前作で最大レベルのキャラでもおよそレベル7として転送される。基本システムは『I』と同じだが、『III』へつながる様々な要素が追加されている。
忍者とバーバリアンの2つの職業が追加され、アイテムも大幅に増加した。賃金を払うことでハイアリングを雇うことができるようになり、パーティの最大人数がハイアリングを入れることで最大8人になった。また、キャラクターへの追加要素としてスキルがある。スキルは二次的な要素で、レベルや職業とは無関係にキャラクターごと2つまで覚えられる。スキルは能力を上昇させるものや、地形を通過できるようにするものなどが存在している。
時間の概念が明確になり、1歩歩くごとに分単位で時間が経過して、一定時間の経過で夜になり、再び昼を迎えた時点で一日が経過する。180日で一年になっていて、一年の経過でキャラクターも一歳年をとる。また、日にち、年数が関係したイベントも存在している。
オートマップが導入され、地図制作のスキルを覚えれば、歩いた場所のマップが自動で作成されるようになった。オートマップはいつでも見られる。画面上に常にマップを表示する魔法も登場した。
魔法のシステムは前作と変わっていないが、呪文によっては店で購入しなければ使えないようになった。その関係で魔法ギルドが追加され、ギルドに加入するための会員券を入手するイベントも各町ごとに追加された。その一方で食料品店はなくなり、食糧は酒場で購入するようになった。
前作では同時に出現する敵の最大量は16体だったが、今作においては256体まで同時登場する。この登場数はシリーズで最大である。戦闘画面に表示されるのはそのうち16体で、敵を倒すたびに17体目以降から補充される。
オリジナルであるApple II版は前作と比べてグラフィックの品質が大幅に向上し、操作性も改善されている。
最終シーンでは、表示された暗号文に対して換字式による正しい文字列をタイプしないとゲームオーバーとなる。英語による暗号文であり、このシーンは日本語版には移植されていない。
- オリジナル版と日本語版では内容が大幅に異なる。これは、オリジナル版が発売される前に送られてきた仕様書を元に日本で並行して開発したため。
  - 日本語版はグラフィックが全て独自のものになっている。戦闘時のレイアウトも日本語版発売元であるスタークラフトが過去に移植したRPG『ファンタジーIII』に類似し、戦闘のたびに画面が切り替わるようになっている。また、通常画面のレイアウトも大幅に異なっている。
  - 日数の経過方式が『I』と同じになり、休息以外では日数が経過しなくなった。
  - オートマップ機能が縮小され、一度そのマップを出てしまうとオートマップのデータが消えてしまう。
  - 一部の呪文の効果が変更され、極端に性能が上がった呪文、逆に下がった呪文がある。また、多くのイベントが変更、削除されている。
  - 本来存在したヒントがなくなっていたり、罠の配置が変更されたりしたことで難度が増した謎解きがある。
  - シナリオに若干不整合が生じており、エンディングが『III』に繋がる終わり方にはなっていない。
  - マウスも使用できるようになっている機種もある。

本作品では、一度に大量の経験値を与えるモンスターの存在、一時的にキャラクターレベルを200まで上げられるイベント等によって、比較的楽にレベルアップが出来てしまうので、（その存在さえ知っていれば）初期の育成のつらさが比較的少ない珍しいRPGとなっている。ただし、日本語版の8ビットパソコン版では戦闘シーンのアニメーション演出がオフにできないので、大量の敵と遭遇した場合は1回の戦闘で1時間以上かかることも珍しくない。

#### 家庭用への移植
- スーパーファミコン版（1993年1月22日 開発・発売：ジーアミューズメンツ）
  - スタークラフト版を元にしているが、マップ構成以外の全てにおいて、大きくアレンジが施されている。グラフィック、音楽は全て本移植版オリジナルである。
  - 「主人公キャラクタ」が設定されており、名前を変更できるのはこのキャラクタのみ。ハイアリングが宿屋で待機している点はオリジナルと同じだが、名前の変更などは出来ない。最大パーティー人数は5人までとなっている。

### Might and Magic III:Isles of Terra （1991年）
前2作でのパーティーに代わり、Terraと呼ばれる世界で新たなパーティーが冒険を繰り広げる。やがてパーティーは、2つのGurdianと呼ばれる存在の争いに巻き込まれていく。
今作からApple II版は無くなり、DOS版がVGAに対応したことから、大幅にグラフィックが強化された。また、文字入力などを除きフルマウスオペレーションを実現している（キーボードだけでも操作可能）。後にMacintosh版も発売された。
これまでのエンカウント方式から、マップ上にモンスターが配置されているという形式に変更され、遠距離からも攻撃ができるようになった。
根底のシステムには大きな変更はないが、マップの壁が1マス単位になり、一枚の壁というものがなくなった。その関係上ダンジョン系のマップは（町の地下を除き）全て32×32の広さになっている。
魔法はレベル制が排除され、店で買えば即座に呪文が使えるようになった。
各町ごとの訓練場に、上げられるレベルの上限が設定され、ひとつの町でレベルを上げつづけることができなくなった。

#### 家庭用への移植
- PCエンジン版（1993年10月29日 ハドソンから発売）
  - 声優を使ったイベントシーンがある。
  - デバッグの見落としなのか、マップの東北東端辺りに侵入するとゲームが止まるマスが１つあるのでプレイ時は要注意。

- メガCD版（1993年11月26日 CSK総合研究所から発売）

### Might and Magic IV:Clouds of Xeen （1992年）
Xeenと呼ばれる世界で、新たなパーティの冒険が始まる。Xeenを治めていたバーロック王（King Burlock）は、永らく行方知れずとなっていた弟ローランド（Roland）と再会し、その進言に従って伝説の宝具の探索を始めた。国中の兵と財をつぎ込んだが宝具は見つからず、国政が顧みられなくなった結果、国は乱れ、王も疲弊した。ローランドの正体は邪悪なアンデッドで、Xeen卿（Lord Xeen）を自称し世界を混乱に陥れようとしていた。王の忠臣であったクロド（Crodo）は早くから異常に気づいていたものの、Xeen卿の策略で魔法の塔に幽閉されてしまう。冒険者たちは夢を通してクロドから依頼を受け、真のローランドの発見と世界の救済を目指す。
細部の変更はあるが、ほぼIIIと同様のシステムが採用されている。街で訓練できる最大レベルは20までに制限され、クエストもこのレベルで達成できるゲームバランスに調整されているので、単体で見るとシリーズの他の作品に比べて控えめなバランスに仕上がっている。ゲーム開始時に難易度（Adverturer、Worrior）が選択できるが、Worriorでもさほど難しくはならない。ハイアリングは廃止され、パーティは再び6人までとなった。
『V』とPC上で合体させてプレイもできて合体後に初めて探検できるエリアも存在する。

### Might and Magic V:Darkside of Xeen （1993年）
本作はシリーズの『I』から『IV』まで続いてきた物語の最終章に当たることもあり、これまであまり説明されることの無かった世界背景、AncientsやGuardianの存在などがマニュアルで詳細に語られている。
平面世界であるXeenの裏側であるDarksideでは、Gurdianである竜のファラオ（Pharaoh）が逆賊に包囲され居城であるピラミッドに籠城していた。ファラオ配下であったモンスターたちも突如現れたアラマー王（Alamar）なる人物に従い、反旗を翻す。ファラオの切り札であった“力のキューブ”はカリンドラ女王（Queen Kalindra）が持っていたが、アラマーが奪い、カリンドラはヴァンパイアにされて城の地下に幽閉されてしまった。ファラオはカリンドラの家臣エリンジャ（Ellinger）に援軍を求めるが、彼も自分の塔に閉じ込められてしまっていた。ファラオは最後の望みをオーブに託し、使いの小竜に持たせるが、これも撃ち落とされ、オーブは世界の外れに落下してしまう。Darksideはアラマーの手に落ちようとしていた。
物語は偶然オーブを拾ったパーティがキャッスルビューという街を訪れるところから始まる。
単体でもプレイできるが、『IV』とPC上で合体させてプレイすることもでき、『IV』のキャラクターを引き継ぐことができる。また、新しいキャラクターで1レベルからプレイすることもできる。訓練できるレベルに制限はなく、『IV』に比べても強力なモンスターが多く登場し、それだけ報酬も多い。『IV』と合体させた場合、後述の『World of Xeen』の追加シナリオもプレイできるようになっている。
当初『IV』と『V』には番号が振られていなかったが、『Might and Magic Trilogy』が発売されたときに『Might and Magic IV』および『V』として紹介された。

### Might and Magic:World of Xeen （1994年）
『IV』と『V』を購入すると、PC上で2つのゲームを合体させて『World of Xeen』というゲームをプレイできる。両方の世界を行き来しながら冒険を行えるだけでなく、両方の世界でメインのクエストを達成した後に挑戦できるクエストも追加されている。New World Computingは後に『World of Xeen』の名で合体済み（個別インストール不可）のCD-ROM版を販売した。

### Might and Magic VI:the Mandate of Heaven （1998年）
『Heroes of Might and Magic II』と共通の世界観・登場人物の元で作られているが、以前のシリーズ同様ロールプレイングゲームであり、プレーヤーは与えられたクエストを解きながら自由探索を行うという構成となっている。膨大な世界、以前のシリーズを継承した自由度などを含め、恐らく連作中でももっとも難易度は高いがシリーズ屈指の作と評される。今作からエンジンが一新され、3D世界の探索となっている。
ストーリーは外伝である『Heroes of Might and Magic II』の続きで、『Heroes II』で継承戦争に勝利したローランドが治めるエンロスが舞台だが、ローランドは悪魔クリーガンとの戦いで行方不明となっている。

### Might and Magic VII:For Blood and Honor （1999年）
前作の反省からか難易度が大幅に（特にマップの規模やモンスターの数といった点で）落とされているが、基本的な構成は変わらない。本作の特徴は、光と闇の二つのエンディングを持つこと、職業選択とスキルに対する制約が導入された点である。後者はこの後の作品でも複雑化する形で引き継がれる。
ストーリーは外伝である『Heroes of Might and Magic III』の続きで、ローランドの妻キャサリン王女によって復興されたエラシアが舞台。『Heroes II』の継承戦争に破れたアーチバルドが暗躍している。

### Might and Magic VIII:Day of the Destroyer （2000年）
単体でも遊べるが、基本的に 『VI』～『VIII』は三部作と考えて良い。冒険メンバーの入れ替えなど新要素は加わっているが、独立した続編の位置づけである。非人間のキャラククターには闇の種族が多く、登場するクラスの大半も「ネクロマンサー」「ダークエルフ」「ヴァンパイア」など暗黒系の技を駆使して戦うようなタイプに変更されている。ストーリーや世界観にも闇の雰囲気が強く出ている。しかし、前作にあった善悪のシナリオ分岐はなくなった。『VI』から『VIII』の中で最も小規模であり、難易度は低い。マイト アンド マジック デイ・オブ・ザ・デストロイヤーは、パソコン版のⅧをベースに、PlayStation 2の性能に合わせて移植した作品。popeggにも対応しており、ゲーム中の好きな画面のプリントアウトが可能。
ストーリーは天変地異に見舞われたジャデイム大陸が舞台で、時代的には外伝の『Heroes of Might and Magic III Armagedon's Blade』の後となる。

### Might and Magic IX （2002年）
製品版にはサブタイトルがないが、開発時には「Writ of Fate」というサブタイトルが付けられていた。『VI』～『VIII』とは異なるグラフィックエンジンが採用され、外見や操作性は異なったものとなっているが、基本的にはスキルや魔法など前作までのシステムを継承している。本作ははっきりしたストーリー展開が導入されるなど、一般的なRPG 寄りの作りとなっている。
北欧神話を基にした新たな世界を舞台として、SF的なバックグラウンドもゲーム中には出て来ない。また、Heroesシリーズや『VIII』までの登場人物も引き継がれなかったが、ただ一人、『VI』のローランドの息子ニコライ王子だけは登場する。
この作品にはジョン・カネガムは関わっていなくて、インタビューで「私が関わったら（『IX』は）現在の状態では出荷されていないだろう」と発言した。

### Might & Magic X: Legacy （2014年）
ユービーアイソフトに版権が移ってから初となるナンバリングタイトル。

## 派生作

### Heroes of Might and Magicシリーズ
HoMMと略される。マイト・アンド・マジックシリーズと並行して開発されたストラテジーゲーム。最初はグラフィックと世界観を流用して作られていたが、後に世界観を完全に共有するようになった。本編『VI』『VIII』とHoMMシリーズ『II』～『IV』は、互いに続編としてストーリーを補完しあう関係となっている。

### その他の派生作品
Might and Magic: Swords of Xeen
『V』のシステムを利用してファンが作成した海賊版が起源。3DO社の目に止まり、『Might and Magic Trology』に収録された。
Arcomage
もともとは『マイト・アンド・マジックVII』と『VIII』の酒場で遊べるミニゲームだったが、単独の製品としてもリリースされた。
Crusaders of Might and Magic
サードパーソンアクションRPG。
Legends of Might and Magic
オンラインゲーム。3Dエンジンにハーフライフエンジンを採用したミッションクリア型のファーストパーソン・シューティングゲーム。『マイト・アンド・マジック』の名を冠してはいるが、内容はまるっきりFPSもの。ただゲームのテンポやグラフィックのテイストはシリーズの雰囲気を醸し出しており、アメリカやヨーロッパ産RPG好きでFPS好きというごく限られたユーザーに熱狂的に支持された。モードはマルチプレイのみ。2001年に北アメリカで発売され、すぐに日本、香港等で発売。その後ヨーロッパ各国で発売。ユーザー層とサーバーは発売国に順じて変遷していった。発売から6年経った今なお、ユーザーコミュニティ運営によるサーバーが稼動している所もあって、このゲームに心底惚れこんだ古株ユーザーが稀に集まってバトルに興じている姿が見受けられる。
Warriors of Might and Magic
シリーズの外伝的な内容のゲームで、サードパーソンアクションRPGとなっている。2001年にPlayStation版とPlayStation 2版が北アメリカで発売され、日本でもサクセスからPlayStation 2で発売された。2002年北アメリカ版のPlayStation 2で続編『Shifters』が発売されている。
Dark Messiah Might and Magic（2006年）
舞台となる場所は『HoMM5』から18年後の世界である。3Dエンジンに『ハーフライフ2』のSourceエンジンが採用されており、Sourceエンジンの強みである物理処理を利用して、地形や設置物を利用して攻略していけるので、単純に敵をなぎ倒していくだけではないアクションゲームとなっている。Xbox 360版では『Elements』というサブタイトルが付けられた。

## 参照
1. ↑  Edwards, Benj (2019年1月4日). “10 Classic Computer RPGs” (英語). PCMag UK.   Ziff Davi, LLC. 2020年4月21日閲覧。
2. ↑  『電撃王 通巻116号』メディアワークス、2000年12月1日、72頁。
3. ↑  Computer Gaming World. "Interview with Jon Van Caneghem excerpt Archived 2008年5月17日, at the Wayback Machine.." RPG Codex.